# Filyriá
Filyriá är en ort i Grekland.   Den ligger i prefekturen Nomós Kilkís och regionen Mellersta Makedonien, i den norra delen av landet, 300 km norr om huvudstaden Aten. Filyriá ligger 150 meter över havet och antalet invånare är 304.
Terrängen runt Filyriá är platt åt sydost, men åt nordväst är den kuperad.Runt Filyriá är det ganska tätbefolkat, med 67 invånare per kvadratkilometer. Närmaste större samhälle är Giannitsá, 13,4 km söder om Filyriá. Trakten runt Filyriá består till största delen av jordbruksmark.